# Otočec
Otočec – wieś w Słowenii, w gminie miejskiej Novo mesto. W 2018 roku liczyła 810 mieszkańców. 

## Zabytki
- Zamek Otočec.